# Pareuxoa bilineata
Pareuxoa bilineata är en fjärilsart som beskrevs av Köhler 1955. Pareuxoa bilineata ingår i släktet Pareuxoa och familjen nattflyn. Inga underarter finns listade i Catalogue of Life.